# Episodi di Reaper - In missione per il Diavolo (prima stagione)
La prima stagione della serie televisiva Reaper - In missione per il Diavolo è stata trasmessa negli Stati Uniti dalla The CW dal 25 settembre 2007 al 20 maggio 2008.
La prima stagione è andata in onda in Italia sul canale satellitare Fox dal 15 maggio 2008 ogni giovedì alle 21.00 con un episodio settimanale, concludendosi l'11 settembre 2008. In chiaro ha esordito il 18 settembre 2008 su MTV sempre ogni giovedì alle 21:00 con un episodio a settimana (eccezion fatta per il 6 novembre in cui MTV sostituì il telefilm in occasione della diretta degli MTV Europe Music Awards; per recuperare, il 25 dicembre venne mandata in onda una doppia puntata), concludendosi il 22 gennaio 2009.
| nº | Titolo originale           | Titolo italiano          | Prima TV USA      | Prima TV Italia   |
| -- | -------------------------- | ------------------------ | ----------------- | ----------------- |
| 1  | Pilot                      | Mi hanno venduto l'anima | 25 settembre 2007 | 15 maggio 2008    |
| 2  | Charged                    | Colpi di fulmine         | 2 ottobre 2007    | 22 maggio 2008    |
| 3  | All Mine                   | Tutto mio                | 9 ottobre 2007    | 29 maggio 2008    |
| 4  | Magic                      | Abracadabra              | 16 ottobre 2007   | 5 giugno 2008     |
| 5  | What About Blob            | A proposito di melma     | 23 ottobre 2007   | 12 giugno 2008    |
| 6  | Leon                       | Leon                     | 30 ottobre 2007   | 19 giugno 2008    |
| 7  | Love, Bullets and Blacktop | L'amore non esiste       | 6 novembre 2007   | 26 giugno 2008    |
| 8  | The Cop                    | Il poliziotto            | 13 novembre 2007  | 3 luglio 2008     |
| 9  | Ashes to Ashes             | Cenere sei e...          | 27 novembre 2007  | 10 luglio 2008    |
| 10 | Cash Out                   | Il bottino               | 4 dicembre 2007   | 17 luglio 2008    |
| 11 | Hungry for Fame            | Fame di fama             | 13 marzo 2008     | 24 luglio 2008    |
| 12 | Unseen                     | Vedere l'invisibile      | 20 marzo 2008     | 31 luglio 2008    |
| 13 | Acid Queen                 | Bella e dannata          | 27 marzo 2008     | 7 agosto 2008     |
| 14 | Rebellion                  | Ribellione               | 22 aprile 2008    | 14 agosto 2008    |
| 15 | Coming to Grips            | Voglia di paternità      | 29 aprile 2008    | 21 agosto 2008    |
| 16 | Greg, Schmeg               | Tranelli                 | 6 maggio 2008     | 28 agosto 2008    |
| 17 | The Leak                   | La talpa                 | 13 maggio 2008    | 4 settembre 2008  |
| 18 | Cancun                     | Cancun                   | 20 maggio 2008    | 11 settembre 2008 |

## Mi hanno venduto l'anima
- Titolo originale: Pilot
- Diretto da: Kevin Smith
- Scritto da: Tara Butters & Michele Fazekas
- Potere dell'anima: pirocinesi
- Colpa dell'anima: piromania
- Contenitore: aspirapolvere Dirt Devil

### Trama
Sam Oliver è sempre stato il classico tipo senza scopi o sogni da realizzare. Lavora presso un grande supermercato "Work Bench" insieme agli inseparabili amici Sock, Ben e alla bella Andy. Tuttavia, il giorno del suo ventunesimo compleanno, la sua vita prende una svolta imprevista quando scopre che i suoi genitori hanno venduto la sua anima al Diavolo e che ora deve diventare un cacciatore di anime per conto di Satana in persona. Inizialmente sconvolto dalle continue apparizioni di Satana, Sam decide di assumersi le proprie responsabilità e intraprendere questo secondo lavoro al servizio di Lucifero.
- Altri interpreti: Allison Hossack (Mrs. Oliver), Christine Willes (Gladys), Fraser Aitcheson (Pompiere), Kyle Switzer (Kyle Oliver), Marci T. House (Motociclista)

## Colpi di fulmine
- Titolo originale: Charged
- Diretto da: Peter Lauer
- Scritto da: Michele Fazekas & Tara Butters
- Potere dell'anima: manipolazione dell'elettricità
- Colpa dell'anima: furto e commercio abusivo di energia elettrica
- Contenitore: radiocomando di un modellino

### Trama
Al risveglio, Sam scopre che tutto quel che tocca gli procura una scossa. Satana gli spiega che è dovuto a un'anima fuggita dall'inferno che lui deve catturare. L'anima era un disonesto commerciante di energia e ora succhia l'elettricità dalle linee di alta tensione con la quale uccide le sue vittime.

## Tutto mio
- Titolo originale: All Mine
- Diretto da: Mike Rohl
- Scritto da: Jeff Vlaming
- Potere dell'anima: trasformazione in sciame di insetti
- Colpa dell'anima: omicidio
- Contenitore: tostapane

### Trama
Sam, Ben e Sock devono catturare un'anima che usa gli insetti per uccidere. Sam, Sock e Ben scoprono che l'anima è una donna arrabbiata che invia i suoi insetti contro chiunque abbia a che fare con l'uomo che ha amato in vita (e a cui aveva ucciso la moglie per stare insieme). Intanto Andi incontra un ragazzo del college che la incoraggia a tornare a scuola a tempo pieno e lasciare il lavoro.

## Abracadabra
- Titolo originale: Magic
- Diretto da: Ron Underwood
- Scritto da: Kevin Murphy
- Potere dell'anima: manipolazione di una spada
- Colpa dell'anima: omicidio
- Contenitore: colomba bianca

### Trama
Dopo avergli negato il permesso di uscire con Andi, il Diavolo incarica Sam di catturare l'anima di un prestigiatore che uccide chiunque non apprezzi i suoi numeri. Intanto Sam inizia a interessarsi al contratto che lo lega al Diavolo. Nel catturare l'anima finirà col compromettere un'uscita con Andi e il rapporto con la ragazza.

## A proposito di melma
- Titolo originale: What About Blob
- Diretto da: Peter Lauer
- Scritto da: Thomas Schnauz
- Potere dell'anima: corpo melmoso
- Colpa dell'anima: scarichi abusivi di sostanze tossiche
- Contenitore: maglione natalizio

### Trama
Sam riesce a farsi consegnare dal Diavolo una copia del contratto stipulato dai suoi genitori, ma il libro è composto da migliaia di pagine, in latino, e così suo padre si offre di aiutarlo a tradurlo. Il giorno dopo Sam scopre che non riesce a smettere di scivolare e cadere mentre cammina a causa della fuga di un'altra anima dall'Inferno. Con l'aiuto di Josie il trio di amici scopre che l'anima era ex dirigente di un'industria chimica che smaltiva rifiuti tossici. Alla fine dell'episodio si vede il padre di Sam strappare via alcune pagine del contratto e bruciarle nel camino.

## Leon
- Diretto da: Victoria Hochberg
- Scritto da: Craig DiGregorio
- Potere dell'anima: trasformazione delle mani in armi da fuoco (Leon); cane mostruoso (il macellaio)
- Colpa dell'anima: omicidio del Presidente (Leon); omicidio plurimo (il macellaio)
- Contenitore: sfera con la neve (Leon); termometro per la carne (il macellaio)

### Trama
Sam e Sock catturano l'anima di Leon, un evaso che commise un omicidio secoli fa. Ma Leon cerca di convincerli che grazie all'aiuto della sua terapista è ormai completamente cambiato. Quando portano il contenitore da Gladys scoprono che tutti i demoni sono in vacanza per Halloween. Più tardi l'anima viene liberata da Sock e Leon tenta così di aiutare Sam per dimostrargli che è cambiato nel catturare l'anima di un serial killer chiamato "il macellaio". Leon però mette in trappola i due e scappa. Alla fine Sam cattura entrambe le anime e Leon si scusa, per quello che ha fatto perché è davvero cambiato. A fine episodio Sam riesce anche a fare pace con Andi.

## L'amore non esiste
- Titolo originale: Love, Bullets and Blacktop
- Diretto da: James Head
- Scritto da: Yolando Lawrence
- Potere dell'anima: rigenerazione
- Colpa dell'anima: provocavano incidenti per seguire il loro spirito libero
- Contenitore: musicassetta stereo 8 "Love, Bullets, & Blacktop"

### Trama
Sam e gli altri sono a caccia di due anime, Holly e Kit, che provocano incidenti stradali per mantenere viva la loro relazione. Intanto il Diavolo fa in modo che Sam si innamori di un'altra ragazza, Taylor, che il giovane ha conosciuto in un bar ma Sam alla fine non cede alla tentazione.
- Altri interpreti: Curtis Armstrong (Russ)

## Il poliziotto
- Titolo originale: The Cop
- Diretto da: Peter Lauer
- Scritto da: David Babcock
- Potere dell'anima: manipolazione dei tatuaggi
- Colpa dell'anima: omicidio plurimo
- Contenitore: pistola Taser

### Trama
Sock è ossessionato dal demone Gladys che viene a far degli acquisti sospetti. Insieme a Ben la segue fino a casa e sospetta che il demone stia nascondendo dei cadaveri. Intanto il Diavolo chiede a Sam di catturare l'ultima anima scappata, un condannato a morte che è ritornato per uccidere tutti quelli che hanno contribuito a mandarlo in prigione quando era vivo.

## Cenere sei e...
- Titolo originale: Ashes to Ashes
- Diretto da: Victoria Hochberg
- Scritto da: Thomas Schnauz
- Potere dell'anima: uccidere attraverso le ceneri dei morti
- Colpa dell'anima: commercio illegale di organi umani
- Contenitore: asciugacapelli

### Trama
Sam viene mandato dal Diavolo a riparare la lavatrice di una donna chiamata Mimi. Il ragazzo parlando con lei scopre che è la fidanzata del Diavolo, anche se la donna pensa che sia un affascinante uomo d'affari di nome Jerry che si rifiuta d'impegnarsi seriamente con lei. Oltre a questo a Sam tocca catturare l'anima di un ex proprietario di pompe funebri che usa le ceneri dei corpi che aveva cremato per uccidere i vivi. Mimi intanto presenta sua figlia Cady a Sam e il ragazzo inizia a esserne attratto ma sospetta che sia la figlia del Diavolo.

## Il bottino
- Titolo originale: Cash Out
- Diretto da: Stephen Cragg
- Scritto da: Yolanda Lawrence
- Potere dell'anima: intangibilità
- Colpa dell'anima: truffa e furto
- Contenitore: zippo

### Trama
Sam inizia segretamente a vedersi con Cady, visto che i suoi due amici sospettano che sia la figlia del Diavolo. Stavolta le ultime due anime scappate erano due rapinatori di banche che sono tornate a recuperare il bottino nascosto prima della loro morte. Sam, Sock, e Ben catturano i due fuggitivi e trovano il denaro rubato, iniziando a discutere se tenerlo e spenderlo o no.

## Fame di fama
- Titolo originale: Hungry for Fame
- Diretto da: James Head
- Scritto da: James Eagan
- Potere dell'anima: i suoi denti diventano come quelli di uno squalo quando attacca
- Colpa dell'anima: cannibalismo
- Contenitore: arpione

### Trama
Sam, mentre sarà intento a catturare l'anima di un cannibale, cerca di convincere un musicista senza talento a non vendere la sua anima al Diavolo. Intanto la madre di Sock torna dal suo viaggio a Las Vegas annunciando di essersi sposata. Il figlio rifiuta di accettare il nuovo padre e si trasferisce da Sam dopo che viene cacciato via di casa dalla madre. Andi si dimostra gelosa del rapporto tra Sam e Cady. Sia Josie che Andi iniziano inoltre ad insospettirsi per il comportamento dei loro tre amici.

## Vedere l'invisibile
- Titolo originale: Unseen
- Diretto da: Michael Robison
- Scritto da: Treena Hancock & Melissa Byer
- Potere dell'anima: invisibilità
- Colpa dell'anima: omicidio
- Contenitore: tritatutto elettrico

### Trama
Sock, Ben e Sam si trasferiscono nel nuovo appartamento, dove incontrano i loro vicini: Steve e Tony, una coppia gay sorprendentemente amichevole. Nel frattempo i rapporti tra Sam e Cady si raffreddano, visto che quando sta con lei succedono cose strane e pensa che questo sia dovuto al fatto che lei è la figlia del Diavolo. In questo episodio Sam decide di catturare l'anima, un essere invisibile che uccide le persone che fanno jogging al parco, riuscendoci senza l'aiuto del Diavolo: malgrado gli offra un paio d'occhiali che permettono di vedere la malvagità nascosta nelle persone, Sam riesce a individuarlo con della vernice. Alla fine, nonostante grazie agli occhiali e a un'affermazione di Satana stesso, Sam capisca che Cady non è la figlia del diavolo lei propone a Sam di prendersi una "pausa". Sam scopre che i loro vicini sono demoni e decide di evitarli sebbene sembrino davvero delle ottime persone.

## Bella e dannata
- Titolo originale: Acid Queen
- Diretto da: James Head
- Scritto da: Alan Cross
- Potere dell'anima: sangue acido
- Colpa dell'anima: sfigurava le donne con l'acido
- Contenitore: bolle di sapone

### Trama
Stavolta l'anima fuggita dall'inferno è quella di una ex-modella invidiosa che con l'acido uccide e sfigura le persone che reputa più carine di lei. Intanto Andi confessa i suoi sentimenti a Sam che decide di troncare la sua relazione con Cady per stare con l'amica. Steve e Tony aiutano Sam nella sua caccia e il trio diventa così amico dei due demoni. All'appuntamento con Sam (che cerca anche di catturare l'anima) Andi rischia di venir uccisa dall'anima. Sam cattura l'anima, ma Andi finisce all'ospedale per l'incidente d'auto in cui viene coinvolta. A fine episodio Steve svela a Sam che vuole combattere il Diavolo.

## Ribellione
- Titolo originale: Rebellion
- Diretto da: Kevin Dowling
- Scritto da: Kevin Murphy & Craig DiGregorio
- Potere dell'anima: succhiare il sangue (attraverso la lingua) ed evocare sanguisughe
- Colpa dell'anima: avidità
- Contenitore: frusta

### Trama
Sam deve catturare l'anima di un avvocato che uccide le persone privandole del sangue, così grazie a Sock e Ben gli tende una trappola, riuscendo a catturarlo. Intanto Steve e Tony gli propongono di unirsi a un'armata di demoni, intenzionati a uccidere il Diavolo. Sam accetta e riesce a farsi dare, con un inganno, il numero di cellulare del Diavolo potendo, in questo modo, evocarlo davanti a lui in qualunque momento desideri. Intanto la sua relazione con Andi continua anche se con qualche perplessità; Sock inoltre riconquista Josie per non lasciarla a Ted. Mentre tutti i demoni congiurati sono riuniti in attesa che Sam chiami il Diavolo, così da poterlo uccidere con una spada celestiale. Ben e Sock scoprono che il loro nuovo appartamento è stato in realtà scelto da Diavolo e avvertono Sam della trappola ma è troppo tardi, il Diavolo uccide tutti i demoni ribelli. A fine episodio si vede Tony ferito ma ancora vivo tra le macerie, furioso.

## Voglia di paternità
- Titolo originale: Coming to Grips
- Diretto da: Michael Grossman
- Scritto da: Thomas Schnauz & Kevin Etten
- Potere dell'anima: moltiplicazione (da parti tagliate dal corpo)
- Colpa dell'anima: egocentrismo
- Contenitore: falce

### Trama
Tony appare davanti a Sam e lo avvisa che sta riorganizzando il gruppo di demoni ribelli. Sam deve catturare un'anima che lavora come donatore di sperma utilizzando questa volta come contenitore una falce. Mentre Sock e Sam provano a maneggiarla, Andi, di nascosto, li vede e decide di seguirli. Vedendo Sam usare proprio la falce per fare a pezzi un tizio, la ragazza crede che questi sia un serial-killer. Per evitare che Andi chiami la polizia decide di farle sapere che lui lavora per il diavolo; e per evitare che il Diavolo faccia tacere la ragazza con i suoi metodi, stringe un nuovo patto con lui. Sam sarà così costretto a spiare Tony.

## Tranelli
- Titolo originale: Greg, Schmeg
- Diretto da: Jeff Melaman
- Scritto da: Chris Black & Jeff Vlaming
- Potere dell'anima: subconscio malvagio, controllo mentale e motosega
- Contenitore: Biglietto "Fuori dall'Inferno"; pistola ad acqua

### Trama
Sam vede Andi innamorata del suo ex Greg, così inizia a indagare scoprendo che lui ha venduto l'anima al Diavolo per stare insieme alla ragazza. Intanto Sam viene attaccato da una misteriosa anima con maschera e motosega e si fa aiutare da Gladys per farsi dare un contenitore. Si scopre che l'anima non è altro che la manifestazione della rabbia di Greg e che il Diavolo ci ha messo nuovamente il suo zampino. Alla fine Sam riesce a riscattare l'anima di Greg, ravveduto.

## La talpa
- Titolo originale: The Leak
- Diretto da: John Fortenberry
- Scritto da: Chris Dingess
- Potere dell'anima: seduzione
- Colpa dell'anima: lussuria
- Contenitore: macchina fotografica Polaroid

### Trama
Sam cattura più volte l'anima di un donnaiolo che continua a sfuggire dall'Inferno ma inutilmente. Il Diavolo dice a Sam che c'è una talpa nell'Inferno, e si scopre che è Gladys, innamorata dell'uomo. Intanto sotto consiglio di Andi il ragazzo passa il contratto a Tony nella speranza di poterlo studiare meglio, e il demone scopre che alcune pagine riguardanti il vero padre di Sam sono state strappate. Gladys finisce all'Inferno come punizione ma Sam convince il Diavolo a perdonarla, facendo crescere il sospetto di Tony che il ragazzo sia il figlio del Diavolo.

## Cancun
- Diretto da: Stephen Cragg
- Scritto da: Michele Fazeka, Tara Butters & Tom Spezial
- Potere dell'anima: precognizione/manipolazione dei tarocchi
- Colpa dell'anima: ha fatto un patto col Diavolo
- Contenitore: palla da baseball

### Trama
Temendo che Sam rappresenti un pericolo ben peggiore del Diavolo, Tony e gli altri demoni pianificano di attirarlo in una trappola. Intanto Sam cattura l'anima di una chiromante che mette in dubbio l'identità del suo vero padre. Sock inizia a frequentare una demone che baciandolo trasmette per brevi periodi a Sock super forza e super velocità accorciandogli però a ogni bacio la vita. Sam viene a conoscenza dei sospetti di Tony e viene messo in trappola insieme al padre ma, grazie all'intervento di Steve, che è riuscito a ottenere la grazia di Dio, frena l'ira del demone salvando così Sam dall'essere sepolto vivo. A fine episodio si vede la madre di Sam scavare e rinvenire il marito, stranamente ancora vivo e illeso.